# Rocket Beans TV
Rocket Beans TV, kurz RBTV, ist ein deutschsprachiger Livestream-Kanal der Fernseh- und Medienproduktionsfirma BEANS Entertainment GmbH mit Sitz in Hamburg. Entstanden ist Rocket Beans TV als YouTube-Kanal parallel zur Ausstrahlung der Videospiel-Sendung Game One auf dem Sender MTV. Nach dem Ende von Game One wurde das Projekt der offizielle Sender der Firma. Zum 1. November 2021 stellte man den 24/7-Betrieb des Kanals ein und konzentriert sich seither auf die Veröffentlichung von Eigen- und Fremdproduktionen sowie Live-Formate, welche zumeist donnerstags und freitags ausgestrahlt werden.

## Geschichte

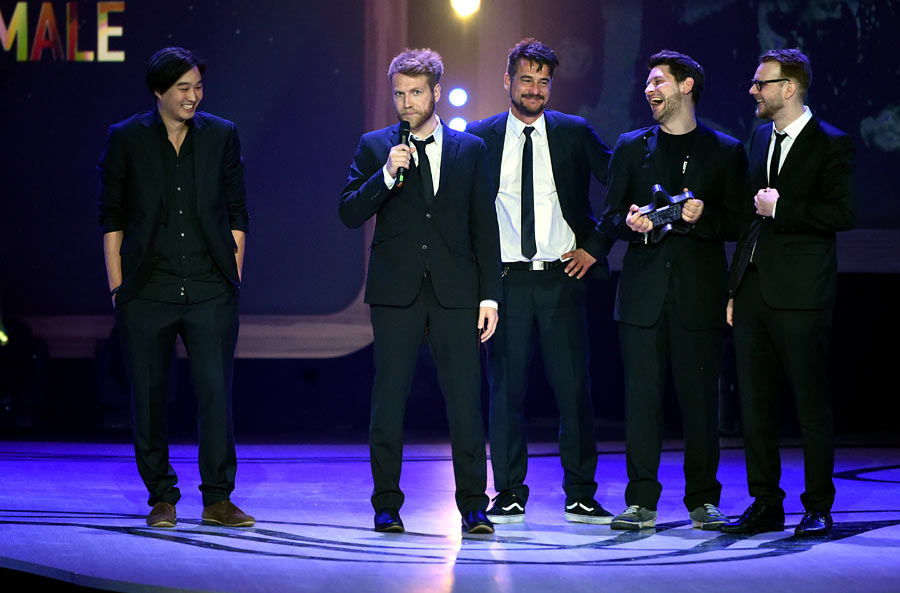
Die fünf Gründer von Rocket Beans Entertainment (v. l. n. r.): Daniel Budiman, Nils Bomhoff, Arno Heinisch, Simon Krätschmer, Etienne Gardé (2015)

Zu den Gründern des Senders gehören Daniel Budiman, Nils Bomhoff, Etienne Gardé und Simon Krätschmer, die alle bereits über langjährige Erfahrungen mit Gamingformaten verfügten und schon bei GIGA Games gearbeitet hatten.
Am 14. Juni 2012 gründeten sie mit Geschäftsführer Arno Heinisch die Fernseh- und Medienproduktionsfirma Rocket Beans Entertainment GmbH und ihren YouTube-Kanal Rocket Beans TV. Der Name Beans setzt sich aus den Anfangsbuchstaben der jeweiligen Vor- bzw. Spitznamen der fünf Gründungsmitglieder zusammen: Budi, Etienne, Arno, Nils und Simon. Zu diesem Zeitpunkt war die Computerspiele-Sendung Game One auf dem Fernsehsender MTV das maßgebliche Projekt der Produktionsfirma. Das Projekt Rocket Beans TV wurde zunächst noch nebenher geführt. Projektformate wurden teilweise in denselben Studios mit den gleichen Moderatoren gedreht. Anders als Game One deckte Rocket Beans TV inhaltlich ein breiteres Themenspektrum ab. So wurden neben Computerspielen und Spielekultur auch Themen der Unterhaltung wie Film, Fernsehen oder Technik behandelt.
Mit dem Pilotfilm für die Serie Quelle: Internet erhielt der Kanal 2014 den Deutschen Webvideopreis in der Kategorie „FYI“. Die Serie war eine Auftragsarbeit für Tele 5 und sollte im Internet ausgestrahlt werden. Eine Fortsetzung der Produktion gab es jedoch nicht. Das Video mit der Pilotfolge wurde daraufhin am 5. Juni 2013 auf YouTube veröffentlicht.
Ende 2014 wurde bekannt, dass die Sendung Game One im Fernsehen durch Viacom eingestellt wird. Die letzte Episode lief am 24. Dezember 2014. In einem Ankündigungsvideo teilten die Mitarbeiter von Rocket Beans TV ihre Pläne mit, ihr Angebot von einem YouTube-Kanal zu einem gleichnamigen Internetsender mit 24-stündiger Sendezeit auszubauen. Bereits am 19. Dezember 2014 lief die Pilotfolge von Bohn Jour, dem ersten Format des Internetsenders. Während der Ausstrahlung gaben die Moderatoren Details zur Planung und Zukunft des Senders bekannt. Unter anderem sollten rund um die Uhr sowohl Liveprogramm als auch aufgezeichnete Unterhaltungsformate gesendet werden. Am 15. Januar 2015 nahm Rocket Beans TV den Sendebetrieb auf. Hauptmoderatoren waren wieder die ehemaligen Game-One-Moderatoren Nils Bomhoff, Simon Krätschmer, Daniel Budiman und Etienne Gardé, die inzwischen von einem über 30-köpfigen Team unterstützt wurden. Der Sender übertrug seinen Inhalt auf der Streamingplattform Twitch.
Viel Interesse fand das zu diesem Zeitpunkt in der deutschsprachigen Internet-Unterhaltungsszene relativ ungewöhnliche Vorhaben, den Sender zunächst maßgeblich durch Crowdfunding zu finanzieren. So rief die Firma mit der Aktion Support Rocket Beans im Oktober 2014 Zuschauer dazu auf, sich mit freiwilligen Spenden am Projekt zu beteiligen. Begründet wurde die Aktion damit, dass die Firma trotz guter Resonanz zu geringe finanzielle Ressourcen für weitere Produktionen habe und eine Schließung drohe.
Anfang 2015 erreichte Rocket Beans TV auf Twitch bis zu rund 50.000 gleichzeitige Zuschauer. Täglich schalteten rund 200.000 Menschen den Sender ein. Im Juni erhielt der Sender den Deutschen Webvideopreis in der Kategorie „Person of the Year – Male“ für die Verdienste des vergangenen Jahres. Ab dem 6. August begann Rocket Beans TV, Inhalte auf regionalen Fernsehsendern auszustrahlen. Mit Freaks 4U Gaming und Giga-Games-Gründer Helmut Keiser zeigten sie unter dem Namen GamesNight.tv einen Teil ihres Programms zu Spielen.
Am 8. September 2015 wurde bekannt gegeben, dass der Sender eine Rundfunkzulassung durch die Kommission zur Ermittlung der Konzentration im Medienbereich erhalten hat. Dies führte im Auftrag des Jugendschutzes zu einer Einschränkung bei der Auswahl einzelner Spiele. Dank einer technischen Anpassung durften ab Oktober Spiele mit einer USK-Freigabe ab 18 Jahren vor 22 Uhr gezeigt werden. Gleiches galt für die Sendung Kino+, in der auch Filmtrailer für ein älteres Publikum gezeigt werden. Minderjährige Zuschauer erhalten einen Zugang zum Sender nur nach den üblichen Vorgaben des Jugendmedienschutzes. Kurzzeitig unterbrach der Sender vom 1. September 2016 bis 30. Mai 2017 die Ausstrahlung auf Twitch.
Im März 2019 veröffentlichte der Sender einen Überblick zur Lage des Jahres 2018. Mittlerweile stammten mehr als 60 Prozent der Umsätze aus Kooperationen mit anderen Firmen. Dazu gehörten auch Veranstaltungen mit einem Live-Publikum. Rund 20 Prozent der Umsätze stammten von den Zuschauern selbst. Diese können im sogenannten Supporters Club ein kostenpflichtiges Abonnement aufnehmen. Die Zahl der Abonnenten stieg kontinuierlich. Der Geschäftsführer Heinisch betonte im Interview, dass der Umsatzanstieg zur Steigerung von knapp 30 auf circa 95 Mitarbeiterinnen und Mitarbeitern führte.
Mitte Oktober 2021 kündigte RBTV eine Umstrukturierung seines Sendekonzepts an. Nun sollte ab dem 1. November 2021 das bisherige 24-stündige Programm mit Livesendungen in den Hintergrund rücken. An maximal drei Tagen in der Woche würden Live-Inhalte bei YouTube und Twitch ausgestrahlt werden. Der Sender wolle so den Fokus auf Formate legen, die von einer Live-Interaktion profitieren. Formate, die keine Live-Interaktion benötigen, sollen an den restlichen Wochentagen als Video-on-Demand-Inhalte auf mittlerweile mehreren Kanälen auf YouTube veröffentlicht werden. Einzelne Moderatoren von RBTV würden täglich ein eigenes Programm auf Twitch streamen. Ein linearer 24-Stunden-Livestream wird weiterhin bei Zattoo und Waipu.TV angeboten, welches sowohl VoD-Sendungen als auch Live-Sendungen des Senders zeigt. Begründet wurde die Neugestaltung des Programms auch damit, dass sich der Sender künftig mehr auf den unterschiedlichen Ausstrahlungsplattformen anpassen wolle. Zudem sollen Ressourcen des Senders effektiver genutzt werden können.
Am 2. Februar 2023 kündigte der Sender an, die Mitarbeiter für 3 Monate rückwirkend zum 1. Januar 2023 in Kurzarbeit zu schicken und die jeweiligen Arbeitszeiten auf 70 % zu reduzieren. Diese Maßnahme endete am 1. Januar 2024 mit der Rückkehr in den Normalbetrieb.

## Konzept
Es wurden täglich sowohl Liveprogramm als auch aufgezeichnete Unterhaltungsformate auf den jeweiligen Streaming-Plattformen angeboten. Zusätzlich sind die Inhalte als Video-on-Demand auf YouTube oder Twitch veröffentlicht. Dies ermöglicht Zuschauern, Inhalte nachträglich anzuschauen. Auf der Website des Senders können die Sendungen ebenfalls live sowie auch nachträglich in der Mediathek angeschaut und teilweise als Podcast heruntergeladen werden.
Seit November 2021 übertragen ausgewählte Mitarbeiter ein eigenes Programm auf Twitch. Diese Inhalte werden auf dem Sendeplan des Senders angezeigt. Seitdem wird auf der Internetseite unter dem Sendeplan (jetzt Livestreams) einzig das Liveprogramm des Senders angekündigt. Ein Sendeschluss vor 24 Uhr existiert nun ebenso.
Zum Programm gehören Gamingformate, in denen verschiedene Arten von Spielen gespielt werden oder über Neuigkeiten der Spieleindustrie berichtet wird. Des Weiteren gibt es Talk- und Showformate, die teils vom Youtubekanal zum Sender übernommen wurden. Einige Sendeformate werden als Shows mit Gästen und Publikum aufgezeichnet. Zudem wurden bis November 2021 vereinzelt Produktionen fremder Medienproduzenten ausgestrahlt.
Der Sender finanziert sich teilweise durch Kooperationen mit anderen Firmen. Ein anderer Teil stammt vor allem in der Anfangszeit des Senders von den Zuschauern, die über verschiedene Plattformen spenden können.
Ein weiteres Element des Senders ist der transparente Umgang mit firmeninternen Informationen und Vorgängen. Außerdem werden die Zuschauer in den Live-Formaten oder anderweitig interaktiv eingebunden. Die Partizipation der Zuschauer erfolgt dabei vor allem online über verschiedene Social-Media-Plattformen oder eingereichte Internetprojekte von Zuschauern.

## Ausstrahlung
Alle Sendungen werden nach einem Programmschema auf Twitch, YouTube und parallel auf der Website übertragen. Ausnahmen sind die seit November 2021 ausgestrahlten Streams einzelner Mitarbeiter auf Twitch.
Am 6. August 2015 wurde der Empfang erstmals ausgeweitet.
- Digital: NRW.TV[29], rheinmaintv, bw family.tv, waipu.tv, zattoo, dailyme[30]

## Moderatoren
Die bekanntesten Moderatoren des Senders sind die ehemaligen GIGA- und Game-One-Moderatoren Simon Krätschmer, Daniel Budiman, Etienne Gardé und Nils Bomhoff. Sie gelten als das Aushängeschild von Rocket Beans Entertainment und tauchen regelmäßig in Außenproduktionen auf. So moderierten sie auch als Rocket Beans die Vergabe des 6. Webvideopreis am 4. Juni 2016.
Weitere feste Sendungen im Programm des Senders haben der ehemalige GIGA-Netzreporter Dennis Richtarski (u. a. Knallhart Durchgenommen), Gregor Kartsios (u. a. Nerd Quiz, Retro Klub), Daniel Schröckert (u. a. Kino+, Bada Binge), Michael Krogmann (u. a. Jugendzimmer, Game-Two-News) und der ehemalige GIGA- und Vorzocker-Moderator Colin Gäbel (u. a. Löffel, Messer, Gäbel). Ab April 2015 sprach Ingo Meß (ehemals bereits Sprecher bei Game One) einzelne Formate als Off-Sprecher (u. a. GAME Plus, Royal Beef, Game Two).
Daneben gibt es die Freunde des Hauses, zu denen ehemalige Mitarbeiter oder wiederkehrende Kollaborationen gehören. Die Gastmoderatoren werden auch regelmäßig in unterschiedliche Formate eingeladen:
- Bonjwa in Straight to Gold, Call of Budi und StarCraft Academy (beendet)[32][33]
- Michael Thiel in TheraThiel (beendet)[34][35]
- Julia Krüger in Weekly Wahnsinn (beendet)[36]
- Lara Trautmann in Game Two
- Jan Gustafsson in Lach & Schachgeschichten mit Jan Gustafsson und Zugzwang
- Donnie O’Sullivan in Bada Binge
- Ralph Gunesch in Bohndesliga
- Gino Singh in Gino + und Beat yesterday

## Inhalte

### Formate
Über einen Sendetag verteilt wurden zahlreiche Unterhaltungsformate ausgestrahlt. Das Programm setzte sich hauptsächlich zusammen aus Show-, Let’s-Play- und nicht-elektronischen Spiele-Formaten. Fremdproduktionen erschienen bis zur Umstellung im November 2021 regelmäßig im Livestream und wurden in der Regel von den jeweiligen Anbietern auch auf YouTube veröffentlicht. Zu den besonderen Formaten gehören Spezialsendungen wie Pen & Paper oder Nerd Quiz, welche unregelmäßig erscheinen. Während Pen & Paper eine gemeinsame Spielrunde darstellt, sind Nerd Quiz, Royal Beef oder Call of Budi aufgebaut als Turniere innerhalb der Firma oder mit Zuschauern.
Die meisten Sendungen des Senders sind Eigen- oder Co-Produktionen. Regelmäßig kooperiert wurde vor allem anfangs mit der eSport-Akademie Bonjwa (z. B. für Straight II Gold, Call of Budi). Eine weitere Koproduktion war die Sendung Gadget Inspectors, die gemeinsam mit Vodafone entsteht. Gezeigt wurde Gadget Inspectors auf den Kanälen von Rocket Beans TV als auch bei featured, einem Blog von Vodafone. Für die mediale Reichweite von über 50.000 Aufrufen pro Video und die kreative Umsetzung erhielt die Sendung 2015 den Content Marketing Preis. Außerdem gab es Aktionen wie die Social Viewing Night, eine Sendung in Kooperation mit Amazon, wo erstmals am 5. November 2015 Moderatoren und Zuschauer gemeinsam die erste Folge der Serie Wayward Pines schauten.
In der Mediathek, welche sich auf der Website von RBTV befindet, existiert eine Liste mit 193 eigenproduzierten Formaten (Stand: 25. November 2021). Einige davon stammen aus den Anfangstagen des Senders und werden nicht mehr fortgeführt, wurden zu anderen Formaten umgewandelt oder pausieren. Eine Auswahl an Formaten ist in der Tabelle unten zu sehen.
| Format                    | Thema | Live              |
| ------------------------- | --- | ----------------- |
| Chat Duell                | Ein Quizformat, in dem Zuschauer aus dem YouTube-Chat innerhalb der Sendung interagieren. In dieser Show treten zwei Teams („Team Bohnen“ gegen „Team Gast“) aus jeweils maximal drei Personen gegeneinander an. Nach dem Vorbild der Sendung Familien-Duell müssen die Teams schätzen, welche Antworten die Zuschauer aus dem Chat auf verschiedene Fragen geben. In den ersten drei Runden werden Punkte gesammelt, welche für die letzte Runde in Zeit umgerechnet werden. Falls nach Beantwortung der letzten Frage noch Sekunden übrig sind, werden diese wiederum in Punkte umgerechnet. Die Zuschauerbeteiligung liegt bei durchschnittlich 20.000 Personen. | Ja                |
| Pen & Paper               | Ein unregelmäßig erscheinendes Pen-&-Paper-Rollenspiel-Format, in dem Hauke Gerdes die vier Spieler Etienne Gardé, Nils Bomhoff, Simon Krätschmer und Daniel Budiman durch das Spiel leitet und das Abenteuer erzählt. Jeder Spieler hat sich im Vorfeld eine fiktive Figur ausgedacht, ihr Eigenschaften gegeben und stellt sie schließlich in der Sendung dar. An bestimmten Punkten der Geschichte bestimmen die Zuschauer mittels Online-Abstimmungen den weiteren Handlungsverlauf. In der ersten Staffel wurde das von Gerdes selbst geschriebene Regelwerk T.E.A.R.S. gespielt (ein postapokalyptisches Szenario, in dem die Protagonisten mit Zombies – genannt „Trauernde“ – zu kämpfen haben). Nach dem Ende der ersten Staffel wurde dazu aufgerufen, über das Szenario der zweiten Staffel abzustimmen. Am 3. Juli 2015 startete die zweite Staffel, unter dem Namen B.E.A.R.D.S. (ein Setting, welches sich an den Lebensumständen früherer Wikinger orientiert, allerdings trotzdem rein fiktiv bleibt und kein Versuch ist, damalige geschichtliche und kulturelle Ereignisse akkurat abzubilden). Ab dem 24. Februar 2017 folgte das Pen and Paper Was geschah auf Morriton Manor?, welches im London während des Viktorianischen Zeitalters spielt. Von 13. Januar 2017 bis 17. Mai 2018 lief ein separates Pen and Paper mit Florentin Will und weiteren Mitarbeitern unter dem Namen Pen & Paper: 9/11 – Animal Squad, in dem erstmals Tiere als Charaktere gewählt wurden. In Kooperation mit funk, der katholischen Kirche und evangelischen Kirche wurde Pen & Paper: Der schwarze Tod mit den Moderatoren Nils Bomhoff, Daniel Budimann und zwei senderexternen Spielern (Eva Schulz und Hanno Rother) am 17. Dezember 2017 gespielt. Es war das erste Pen & Paper, welches nicht auf dem Sender, sondern bei funk und aus einem senderexternen Gebäude übertragen wurde. | Ja                |
| Nerd Quiz / Nerd Quiz 2.0 | In dieser Quizshow müssen verschiedene Teilnehmer aus der Redaktion teils sehr detailaffine Fragen zu verschiedenen Bereichen beantworten und spielen um den ersten Platz. Über die Staffel sammeln die Teilnehmer Punkte je nach ihrer Platzierung; am Ende der Staffel treten schließlich die drei höchstplatzierten Spieler in einem Finale gegeneinander an. Moderiert wird die Sendung von Gregor Kartsios. | Nein              |
| New Game Plus             | Eine Sendung über Videospiele, die inhaltlich sowie stilistisch an Game One angelehnt ist. Es handelt sich um eine Nachfolgesendung zu GAME Plus, welche vor ihrer Pausierung nur wöchentlich ausgestrahlt wurde. Es werden Trailer abgespielt und kommentiert, kommende Neuerscheinungen behandelt, Spiele getestet und Diskussionen über verschiedene Themen der Videospielebranche gehalten. Unter dem ursprünglichen Namen Game+ Daily wurde die Sendung unter der Woche ausgestrahlt. | Ja                |
| Kino+                     | Ein donnerstägliches Live-on-Tape-Format über Kinofilme und Hintergrundinformationen zur Filmbranche, moderiert von Daniel Schröckert und meist mit Etienne Gardé. Manche Ausgaben werden live und/oder vor Publikum gezeigt oder auch als Spezialausgaben zu manchen Themen an anderen Wochentagen ausgestrahlt. Regelmäßig gibt es außerdem eine wechselnde Nebenbesetzung mit Redaktionsmitgliedern oder Film- und Fernsehschaffenden als Gästen. Häufig wiederkehrende Gäste sind beispielsweise der Filmeditor und ehemalige Game-One-Mitarbeiter Andreas Bardét, die Filmkritikerin Antje Wessels sowie der Filmkritiker und Literaturwissenschaftler Wolfgang M. Schmitt. | Nein              |
| Bada Binge                | Zweiwöchentliches Live-on-Tape-Format über Fernsehserien, moderiert von Daniel Schröckert und Donnie O’Sullivan. | Nein              |
| Du bist                   | Ein Spieleformat, in dem Gesellschaftsspiele gespielt werden. Das Format entstand als Nachfolger des 2019 eingestellten Almost Plaily. | Nein              |
| Game Two                  | Das Nachfolgeprojekt zu Game One, das am 18. November 2016 erstmals ausgestrahlt wurde und im Auftrag von funk produziert wird. Die Sendung berichtet über neu erscheinende Videospiele und beinhaltet thematisch angepasste Einspieler. Die erste Staffel wurde live produziert, die weiteren nicht mehr. | Nein              |
| Verflixxte Klixx          | Ein wöchentliches Format mit Lars Paulsen und Florentin Will, in dem die Moderatoren versuchen, die Aufrufzahlen zufällig ausgewählter YouTube-Videos zu schätzen. Die Zuschauer können parallel mit einer eigens dafür errichteten Anwendung im Chat mitraten. | Ja                |
| Talk-Formate              | |                   |
| Bohndesliga               | Eine wöchentliche Talkshow über die Fußball-Bundesliga. Die Moderatoren der Sendung sind Nils Bomhoff und Etienne Gardé. Diese werden unterstützt von Tobias Escher und Ralph Gunesch. Mit im Studio sind wechselnde Gäste aus der Redaktion oder dem Fußball. In Kooperation mit dem Streamingdienst DAZN kommentierten Bomhoff und Gardé am 25. Februar 2018 das Endspiel um den Carabao Cup zwischen den englischen Fußballclubs Manchester City und Arsenal London. Es war das erste übertragene Spiel einer Profiliga, welches durch die Moderatoren kommentiert wurde. | Ja                |
| #MoinMoin                 | Ein Frühstücksformat, das werktags im täglichen Wechsel von Donnie O’Sullivan, Lars Paulsen, Andy Strauß, Etienne Gardé und Florentin Will moderiert wird. Es gibt keine feste inhaltliche Struktur; die Gestaltung der Sendung wird zu großen Teilen den jeweiligen Moderatoren überlassen. | Ja                |
| Almost Daily              | Ein Talkformat, bei dem sich wöchentlich mehrere Mitarbeiter und Gäste über ein Thema unterhalten. In der Regel ist es eine Diskussion über ein zentrales Thema, das jede Woche neu festgelegt wird. Bei besonderen Ausgaben stimmen Zuschauer über mehrere Themen ab, die dann in einer Sendung behandelt und live übertragen werden. Das Setting der Sendung besteht aus einem schwarzen Hintergrund und einem Tisch, der seit Längerem gold lackiert ist. Während der Eröffnung des Deutschen Webvideopreis 2016 saßen die Moderatoren auf einer verdunkelten Bühne an einem Tisch, was an die Sendung Almost Daily erinnerte. | Nein              |
| Game Fights               | Drei Redner diskutieren in verschiedenen Runden über Streitthemen der Gamingwelt und müssen sowohl den Judge als auch den Chat von ihrer Meinung überzeugen. | Ja                |
| Film Fights               | Drei Redner diskutieren in verschiedenen Runden über cineastische Streitthemen und müssen sowohl den Judge als auch den Chat von ihrer Meinung überzeugen. | Ja                |
| Let’s-Play-Formate        | |                   |
| Zocken mit Bohnen         | Das Kernformat des Senders, bei dem sich wechselnde Redaktionsmitglieder (in der Regel eines) im Stile eines Let’s Plays vor die Kamera setzen und live Videospiele an- oder durchspielen. Oft werden auch die Zuschauer eingeladen mitzuspielen, sollte es sich um ein Mehrspielerspiel handeln. Zocken mit Bohnen stellt mit großem Abstand den größten Teil des Liveprogramms von Rocket Beans TV. | Ja                |
| Community Beef            | Die Redaktion von Rocket Beans TV tritt jeden Montag gegen die Community in einem vorher angekündigten Spiel an. | Ja                |
| Royal Beef                | Ein Nachfolger der bereits in Game One gestarteten Rubrik, in welcher die Moderatoren Etienne Gardé, Nils Bomhoff, Simon Krätschmer und Daniel Budiman in diversen Videospieldisziplinen wöchentlich gegeneinander antreten. Für jede Disziplin erhalten die Spieler Punkte. Ziel ist es, die meisten Punkte zu holen. Charakteristisch für das Format ist die Vermischung zwischen neutralen Wettbewerb und der persönlichen Ebene, auf der die Moderatoren sich inszenieren. Die erste Staffel, welche vor der Sendergründung ausgestrahlt wurde, hatte eine Unterbrechung. Den ersten Platz holte Nils Bomhoff. Die zweite Staffel wurde 2015 auf Rocket Beans TV ausgestrahlt. Den ersten Platz holte Etienne Gardé. 2017 kam die dritte Staffel mit dem ersten Platz für Simon Krätschmer. In der vierten Staffel, die im März 2018 aufgezeichnet und im Herbst ausgestrahlt wurde, gewann Daniel Budiman. Im Jahr 2017 zeigte der Sender einen Ableger unter dem Namen Beef Jr. Das Turnier folgte den gleichen Regeln. Teilnehmer waren Gunnar Krupp, Colin Gäbel, Dennis Richtarski und Gregor Kartsios. Den ersten Platz holte Gunnar Krupp. | Nein              |
| Spiele mit Bart           | Simon Krätschmer und Gregor Kartsios spielen ältere Spiele, die vergleichsweise schlecht gealtert sind. | Nein              |
| Retro Klub                | Im Retro Klub werden alte Spielkonzepte anhand moderner Spiele gezeigt; anschließend werden auch die jeweiligen Klassiker gespielt. Thematisch wird hier versucht, neue Videospiele in nostalgischer Form zu erkunden. | Ja                |
| After Dark                | In diesem Format werden zu abendlicher Sendezeit atmosphärische und eher „dunkle“ Spiele gespielt. | Ja                |
| Speedrundale              | Gemeinsam mit Siamak Ashouri spielen die Mitarbeiter Videospiele im Schnelldurchgang. Ziel ist es, das Spiel im Stile eine Speedruns so schnell wie möglich zu beenden. | Nein              |
| Knallhart Durchgenommen   | Ein Let’s-Play-Format, in dem das ausgewählte Spiel über mehrere Ausgaben hindurch bis zum Ende gespielt wird. Meist ein bis drei Spieler spielen ein Spiel in derselben Konstellation gemeinsam durch. | in der Regel Nein |

## Auszeichnungen
Deutscher Webvideopreis

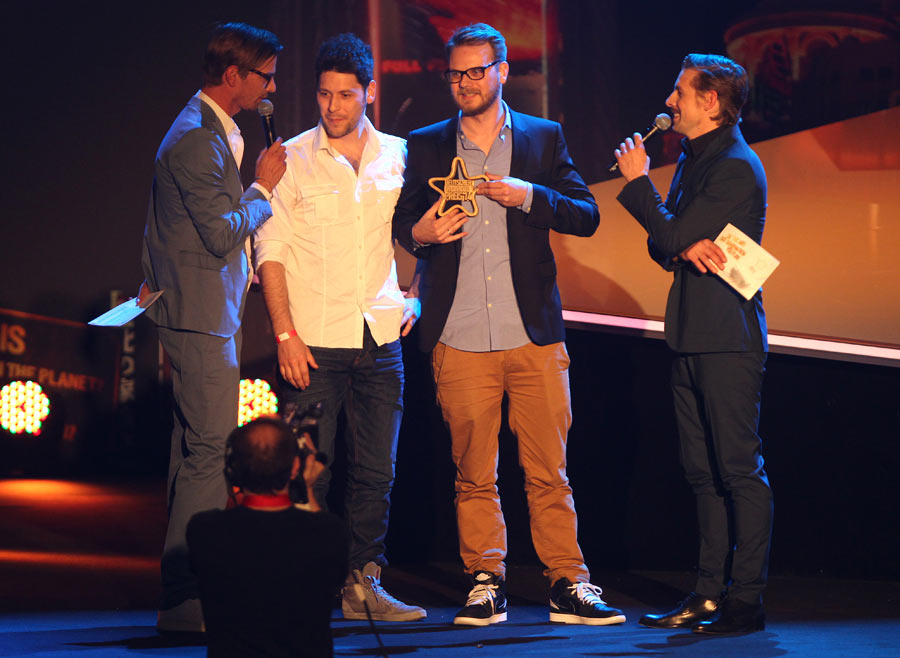
Simon Krätschmer und Etienne Gardé beim Webvideopreis 2014

- 2014: „FYI“ für den auf YouTube veröffentlichten Piloten zur Serie Quelle: Internet
- 2015: „Person of the Year – Male“

Quotenmeter-Fernsehpreis
- 2015: „Bester Web-Channel“[49]

Deutscher Content Marketing Preis
- 2016: „Content Creation and Curation“, zusammen mit Vodafone für Gadget Inspectors[50]

Gründerszene Preis
- 2016: „Start Up Newcomer“[51]

Deutscher Fernsehpreis
- 2017: „Beste Moderation Unterhaltung“[52]

Deutscher Rollenspielpreis
- 2019: „Bestes Onlineformat“ für Was geschah auf Morriton Manor?[53]